# Kungariket Hereti

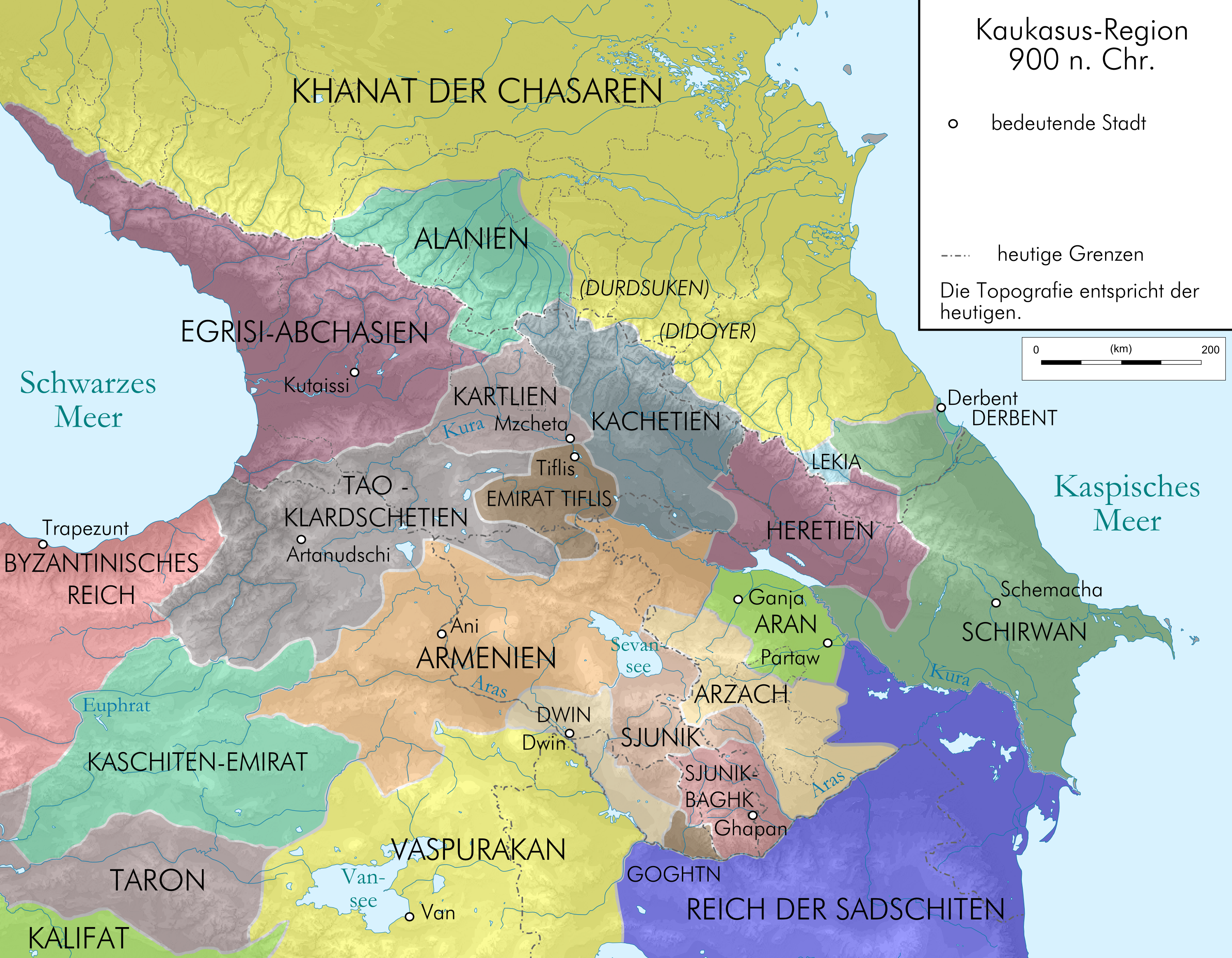
Caucasus 900 map alt de

Kungariket Hereti var en historisk monarki som låg i nuvarande Georgien mellan 893 och 1020.
Det uppkom ur ett litet stamfurstendöme som uppkom på 700-talet under Kungariket Iberien.
Det uppgick i kungariket Kakheti-Hereti.